# 台灣東方出版社
台灣東方出版社股份有限公司，簡稱東方出版社，台灣一家以出版語言教育和兒童文學作品為主的出版社，創立於1945年（中華民國三十四年）的臺北市，積極推行國語文，揭開了台灣兒童讀物出版的序幕。

## 歷史
1945年10月，游彌堅、林呈祿、范壽康等人共同創辦東方出版社，總部設於臺北市重慶南路一段，游彌堅任總負責人兼總編輯，林呈祿任社長。1950年4月27日，臺北市政府核准東方出版社公司登記，公司全名「台灣東方出版社股份有限公司」。當時東方出版社總部位於重慶南路、衡陽路口的紅磚三層樓大樓，這幢大樓乃是台灣日治時期新高堂書店舊址；1980年新高堂書店舊址就地改建為8層樓高「東方大樓」後，東方出版社總部搬到東方大樓4樓。
1954年，東方出版社創辦《東方少年》月刊。《東方少年》是東方出版社為慶祝成立8周年而創辦的月刊，封面人物皆為當時臺北市小學生照片。1955年至1964年，東方出版社陸續出版《東方少年文庫》、《世界偉人傳記》、《世界少年文學選集》、《中國少年通俗小說》。1965年至1974年，東方出版社陸續出版《亞森羅蘋全集》與《福爾摩斯探案全集》。1975年至1984年，東方出版社陸續出版 《史記》、《西頓動物故事》、《少年冒險故事》、《小小研究生》、《小科學家》。1985年至1994年，東方出版社出版《漫畫科學小百科》。2003年，東方出版社開闢《繪本精選》系列與《青春悅讀》系列。2005年，東方出版社開闢《故事摩天輪》系列。2006年，東方出版社開闢《金獎小說》系列。2007年，東方出版社開闢《123到台灣》系列與《古典小說全家讀本》系列。2010年，東方出版社開闢《陽光少年遊》系列。
東方出版社為第二次世界大戰後的台灣兒童文學啟蒙者。1965年－1974年東方出版社翻譯出版的亞森羅蘋推理小說《亞森羅蘋全集》，並非直接譯自作者莫理斯·盧布朗的法文原作，而是譯自日本冒險小說作家南洋一郎改寫（例如刪除部分短篇、改寫不適合兒童閱讀的部分獵豔內容）、POPLAR社從1958年開始發行的15集童書版（1971年才將書系修訂且增為30集），為1960年代－1970年代台灣受歡迎的兒童讀物之一，亞森羅蘋在台灣幾乎與福爾摩斯齊名。甚至因為莫理斯·盧布朗筆下刻意貶低福爾摩斯，在1990年代之前的台灣，亞森羅蘋的知名度遠高於福爾摩斯。

## 外部連結
- 台灣東方出版社 （页面存档备份，存于）
- 台灣東方出版社的Facebook專頁